# Kanton Saint-Denis-2 (Seine-Saint-Denis)
Der Kanton Saint-Denis-2 ist seit 2015 ein französischer Wahlkreis für die Wahl des Départementrats im Arrondissement Saint-Denis, im Département Seine-Saint-Denis und in der Region Île-de-France. Sein Bureau centralisateur befindet sich in Saint-Denis. 

## Gemeinde
Der Kanton besteht aus zwei Gemeinden und Gemeindeteilen mit insgesamt 83.223 Einwohnern (Stand: 1. Januar 2022) auf einer Gesamtfläche von 9,46 km²:
| Gemeinde             | Einwohner 1. Januar 2022 | Fläche km² | Dichte Einw./km² | Code INSEE | Postleitzahl |
| -------------------- | ------------------------ | ---------- | ---------------- | ---------- | ------------ |
| Saint-Denis          | 42.623                   | 4,07       | 10.472           | 93066      | 93200, 93210 |
| Stains               | 40.600                   | 5,39       | 7.532            | 93072      | 93240        |
| Kanton Saint-Denis-2 | 83.223                   | 9,46       | 8.797            | 9317       | –            |

1. ↑   Nur der nordöstliche Teil der Gemeinde, der Rest gehört zum Kanton Saint-Denis-1.